# Myrmarachne formosicola
Myrmarachne formosicola är en spindelart som beskrevs av Embrik Strand 1910. Myrmarachne formosicola ingår i släktet Myrmarachne och familjen hoppspindlar. Inga underarter finns listade i Catalogue of Life.